# Costa Ricas lagstiftande församling
Costa Ricas lagstiftande församling (spanska: Asamblea Legislativa) är den lagstitande enkammargrenen av Costa Ricas regering. Det nationella kongresshuset är beläget i huvudstaden, San José, i distriktet El Carmen, San José.

## Sammansättning
Den lagstiftande församlingen består av 57 deputerade (diputados), som väljs genom en direkt, allmän folkomröstning på en basis om proportionell representation, av provinserna, för ämbetsperioder om fyra år. Ett konstitutionellt tillägg gick igenom 1969 som hindrar deputerade att sitta två mandatperioder i rad; emellertid kan de ställa upp för ytterligare ett val efter att ha väntat en mandatperiod.

## Valet 2002
Legeslativa val hölls den 2 februari 2002. Procentsatsen för respektive parti blev som följer, och antal platser i församlingen som respektive parti tilldelades. 
- Partido Unidad Social Cristiana (PUSC): 30%, 19 platser
- Partido Liberación Nacional (PLN): 27%, 17 platser
- Partido Acción Ciudadana (PAC): 22%, 14 platser
- Partido Movimiento Libertario (PML): 9%, 6 platser
- Andra: 12%, 1 plats

Emellerid hoppade sex deputerade från PAC och en från PML av, så dessa partier stod istället med 8 respektive 5 platser.

## Valet 2006
Legeslativa val hölls den 5 februari 2006. Procentsatsen för respektive parti blev som följer, och antal platser i församlingen som respektive parti tilldelades. :
- Partido Liberación Nacional (PLN): 36%, 25 platser
- Partido Acción Ciudadana (PAC): 26%, 17 platser
- Partido Movimiento Libertario (PML): 9%, 6 platser
- Partido Unidad Social Cristiana (PUSC): 8%, 5 platser
- Andra: 18%, 4 platser

Nästa val kommer att hållas i februari 2010.